# Хазелрот
Хазелрот (њем. Hasselroth) општина је у њемачкој савезној држави Хесен. Једно је од 28 општинских средишта округа Мајн-Кинциг. Према процјени из 2010. у општини је живјело 7.304 становника. Посједује регионалну шифру (AGS) 6435015.

## Географски и демографски подаци
Хазелрот се налази у савезној држави Хесен у округу Мајн-Кинциг. Општина се налази на надморској висини од 130 метара. Површина општине износи 18,9 km². У самом мјесту је, према процјени из 2010. године, живјело 7.304 становника. Просјечна густина становништва износи 386 становника/km².